# Violaines
Violaines är en kommun i departementet Pas-de-Calais i regionen Hauts-de-France i norra Frankrike. Kommunen ligger i kantonen Douvrin som tillhör arrondissementet Béthune. År 2022 hade Violaines 3 844 invånare.

## Befolkningsutveckling
Antalet invånare i kommunen Violaines
| Referens: INSEE |